# Louis Deschamps (Politiker)

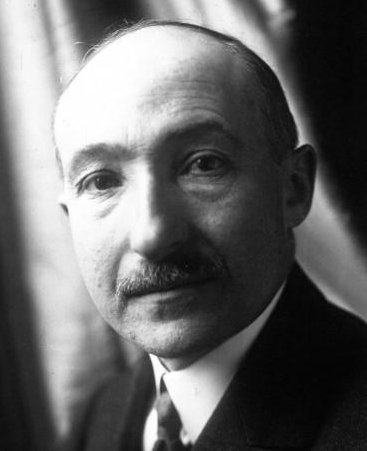
Louis Deschamps

Louis Deschamps (* 23. Dezember 1878 in Lamballe, Côtes-d’Armor; † 24. April 1925 in Paris) war ein französischer Politiker.

## Leben und Wirken
Als Mitglied der Parti radical wurde Deschamps während der Dritten Republik Abgeordneter. Später wechselte er zur Alliance démocratique (AD).
Nach dem Ersten Weltkrieg war Deschamps unter Georges Clemenceau mit für die Demobilisierung zuständig. Anschließend arbeitete er im Rang eines Staatssekretärs für die französische Post.
Louis Deschamps starb am 24. April 1925 in Paris und fand dort auch seine letzte Ruhestätte.
| Personendaten    | Personendaten                       |
| ---------------- | ----------------------------------- |
| NAME             | Deschamps, Louis                    |
| KURZBESCHREIBUNG | französischer Politiker             |
| GEBURTSDATUM     | 23. Dezember 1878                   |
| GEBURTSORT       | Lamballe, Département Côtes-d’Armor |
| STERBEDATUM      | 24. April 1925                      |
| STERBEORT        | Paris                               |